# The Essential Barbra Streisand
The Essential Barbra Streisand (intitulado The Ultimate Collection em alguns países europeus) é o quinto álbum de maiores sucessos da cantora estadunidense Barbra Streisand, lançado em 29 de janeiro de 2002, pela Columbia Records. 
Traz 38 músicas do catálogo de Streisand, além de duas faixas inéditas (versões covers de "Someday My Prince Will Come" e "You Never Walk Alone"). Inclui músicas de 26 álbuns e foi descrito como uma coleção, sobretudo, de suas canções pop. 
Uma versão reeditada intitulada The Essential Barbra Streisand 3.0, foi distribuída pela Columbia and Legacy Recordings, em 2008, e inclui um CD bônus com nove canções adicionais.
A crítica especializada em música elogiou a abrangência da seleção de faixas que representam fielmente sua discografia, ao contrário de seus lançamentos de maiores sucessos anteriores. 
Comercialmente, liderou as paradas de sucessos na Irlanda, Escócia e Reino Unido, e alcançou a posição de número quinze na Billboard 200, dos Estados Unidos. Alcançou o top ten em vários países em listas de "álbuns mais vendidos do ano". Foi certificado como platina na Austrália, Europa, Nova Zelândia, Espanha e Estados Unidos, e multi-platina no Reino Unido.

## Antecedentes e desenvolvimento
O lançamento ocorreu em 29 de janeiro de 2002, sob o selo Columbia Records. Apresenta "performances pop" de Streisand,e contém dois CDs com 38 canções de seu catálogo, advindas de 26 álbuns de sua carreira. A primeira música é "A Sleepin 'Bee" de The Barbra Streisand Album (1963), enquanto a faixa mais recente inclusa é "I've Dreamed of You" de A Love Like Ours (1999). Além disso, foram incluídas duas faixas inéditas no segundo disco, a saber: versões covers de "Someday My Prince Will Come" e "You Never Walk Alone". William Ruhlmann, do site AllMusic sugeriu que a primeira música foi gravada durante as sessões de A Love Like Ours, enquanto a última foi feita para seu vigésimo sétimo álbum de estúdio, Higher Ground (1997). Em alguns países europeus, foi lançado com o título The Ultimate Collection com a mesma lista de faixas.
Em 30 de setembro de 2008, foi relançado com o título de Essential 3.0, através de uma co-parceria entre a Columbia Records e a Legacy Recordings. A nova versão trazia um terceiro CD com mais sete faixas.

## Recepção crítica
| Críticas profissionais | Críticas profissionais |
| Avaliações da crítica  | Avaliações da crítica  |
| Fonte                  | Avaliação              |
| ---------------------- | ---------------------- |
| AllMusic               | [ 4 ]                  |

William Ruhlmann, do site do AllMusic, o avaliou com cinco estrelas de cinco e escreveu que sentiu que a discografia de Streisand não havia sido bem detalhada em suas compilações anteriores, por isso a considerou The Essential a melhor escolha para os fãs que não quiseram comprar o box "caro" Just for the Record..., de 1992. Considerando sua abrangência, Ruhlmann elogiou a inclusão de seus onze maiores sucessos e quase todos os seus 40 maiores sucessos.
Tom Santopietro, autor de The Importance of Being Barbra: The Brilliant, Tumultuous Career of Barbra Streisand, ficou decepcionado com a decisão de Streisand de lançar dois álbuns de grandes sucessos no mesmo ano (o outro sendo Duets). Descrevendo sua ação como "cínica", ele escreveu: "Neste ponto, até mesmo o fã mais obstinado de Streisand poderia ser perdoado por expressar frustração em mais um lançamento com "People" e "The Way We Were"." No entanto,  elogiou a inclusão de "Someday My Prince Will Come" e "You Never Walk Alone", chamando as duas versões cover de "extraordinárias".
Phyllis Fulford e Michael Miller, autores do livro de 2003 The Complete Idiot's Guide to Singing, o listou como um dos CDs da cantora que melhor representam suas canções mais orientadas para o pop, junto com The Barbra Streisand Album (1963) e Stoney End (1971).

## Desempenho comercial
Durante a semana de 16 de fevereiro de 2002, o álbum apareceu na parada de sucessos Billboard 200 na posição de número 15, seu pico e a segunda maior estreia da semana na parada, atrás apenas da trilha sonora do filme State Property, de 2002, que estreou no número 14. Passou um total de nove semanas na Billboard 200. Em 15 de março de 2002, foi certificado com um disco de ouro pela Recording Industry Association of America (RIAA) por vendas de mais de 250.000 cópias (por ser um CD duplo cada um dos discos é contado como uma unidade), sua certificação foi então atualizada para platina, significando remessas de 500 mil cópias, em 17 de outubro de 2003. De acordo com a Nielsen Soundscan, em 22 de junho de 2007, as vendas atingiram 506 mil cópias nos Estados Unidos. No Canadá, estreou na posição de número 73, de acordo com a tabela publicada pela Nielsen SoundScan.
Na Europa, liderou as paradas em vários países e foi certificado com um disco de platina pela Federação Internacional da Indústria Fonográfica por vendas de mais de um milhão. De acordo com a Official Charts Company, liderou as paradas na Escócia e no Reino Unido. Neste último país, a compilação passou 49 semanas nas tabelas e apareceu nas tabelas de álbuns mais vendidos do ano em 2002 e 2003, nas posições de números 36 e 192, respectivamente. Posteriormente, foi certificado com dupla platina pela British Phonographic Industry por vendas de 600 mil cópias. No mesmo continente, liderou a parada de álbuns irlandeses, e alcançou o top dez na Bélgica, Dinamarca, Finlândia, Alemanha, Grécia, Países Baixos, Noruega e Suécia. Na Oceania, atingiu o pico na Austrália e na Nova Zelândia, nas posições de números 5 e 3, respectivamente. Foi certificado como platina em ambos os países.
Quando foi relançado em 2007 e 2008 em vários países europeus, estreou nas paradas de álbuns da Áustria, Itália e Espanha. No primeiro país, atingiu o top 20, em número 11, e na Itália atingiu o número 75. Na Espanha, originalmente alcançou a posição 14, mas reentrou em 2013 na posição 85.

## Lista de faixas
| The Essential Barbra Streisand – Standard edition (disc one) |                                                       |                                                                 |                                                |         |  |
| N.º                                                          | Título                                                | Compositor(es)                                                  | Álbum                                          | Duração |  |
| 1.                                                           | "A Sleepin' Bee"                                      | Harold Arlen Truman Capote                                      | The Barbra Streisand Album (1963)              | 4:22    |  |
| 2.                                                           | "Cry Me a River"                                      | Arthur Hamilton                                                 | The Barbra Streisand Album (1963)              | 3:37    |  |
| 3.                                                           | "I Stayed Too Long at the Fair"                       | Billy Barnes                                                    | The Second Barbra Streisand Album (1963)       | 4:20    |  |
| 4.                                                           | "Lover, Come Back to Me"                              | Sigmund Romberg Oscar Hammerstein II                            | The Second Barbra Streisand Album (1963)       | 2:17    |  |
| 5.                                                           | "People"                                              | Jule Styne Bob Merrill                                          | People (1964)                                  | 3:40    |  |
| 6.                                                           | "My Man"                                              | Maurice Yvain Channing Pollock Albert Willemetz Jacques Charles | My Name Is Barbra (1965)                       | 2:17    |  |
| 7.                                                           | "Second Hand Rose"                                    | James F. Hanley Grant Clarke                                    | My Name Is Barbra, Two... (1965)               | 2:09    |  |
| 8.                                                           | "He Touched Me"                                       | Milton Schafer Ira Levin                                        | My Name Is Barbra, Two... (1965)               | 3:10    |  |
| 9.                                                           | "Don't Rain on My Parade"                             | Styne Merrill                                                   | Funny Girl (1968)                              | 2:45    |  |
| 10.                                                          | "Happy Days Are Here Again" (ao vivo)                 | Milton Ager Jack Yellen                                         | A Happening in Central Park (1968)             | 3:14    |  |
| 11.                                                          | "On a Clear Day (You Can See Forever)"                | Burton Lane Alan Jay Lerner                                     | On a Clear Day You Can See Forever (1970)      | 2:11    |  |
| 12.                                                          | "Stoney End"                                          | Laura Nyro                                                      | Stoney End (1971)                              | 2:59    |  |
| 13.                                                          | "Since I Fell for You"                                | Buddy Johnson                                                   | Barbra Joan Streisand (1971)                   | 3:25    |  |
| 14.                                                          | "What Are You Doing the Rest of Your Life?"           | Alan Bergman Marilyn Bergman Michel Legrand                     | The Way We Were (1974)                         | 3:20    |  |
| 15.                                                          | "The Way We Were"                                     | A. Bergman M. Bergman Marvin Hamlisch                           | The Way We Were (1974)                         | 3:30    |  |
| 16.                                                          | "All in Love Is Fair"                                 | Stevie Wonder                                                   | The Way We Were (1974)                         | 3:50    |  |
| 17.                                                          | "Lazy Afternoon"                                      | John La Touche Jerome Moross                                    | Lazy Afternoon (1975)                          | 3:50    |  |
| 18.                                                          | "Evergreen (Love Theme from A Star Is Born)"          | Barbra Streisand Paul Williams                                  | A Star Is Born (1976)                          | 3:05    |  |
| 19.                                                          | "My Heart Belongs to Me"                              | Alan Gordon                                                     | Superman (1977)                                | 3:21    |  |
| 20.                                                          | "You Don't Bring Me Flowers" (com Neil Diamond)       | A. Bergman M. Bergman Neil Diamond                              | Barbra Streisand's Greatest Hits Vol. 2 (1978) | 3:24    |  |
| 21.                                                          | "The Main Event/Fight"                                | Paul Jabara Bruce Roberts Bob Esty                              | The Main Event (1979)                          | 4:55    |  |
| 22.                                                          | "No More Tears (Enough Is Enough)" (com Donna Summer) | Jabara Roberts                                                  | Wet (1979)                                     | 4:43    |  |
| Duração total:                                               | Duração total:                                        | Duração total:                                                  | Duração total:                                 | 74:24   |  |

| The Essential Barbra Streisand – Standard edition (disc two) |                                             |                                                       |                                 |         |  |
| N.º                                                          | Título                                      | Compositor(es)                                        | Álbum                           | Duração |  |
| 1.                                                           | "Woman in Love"                             | Barry Gibb Robin Gibb                                 | Guilty (1980)                   | 3:51    |  |
| 2.                                                           | "Guilty" (com Barry Gibb)                   | B. Gibb R. Gibb Maurice Gibb                          | Guilty (1980)                   | 4:24    |  |
| 3.                                                           | "Comin' In and Out of Your Life"            | Richard Parker Bobby Whiteside                        | Memories (1981)                 | 4:09    |  |
| 4.                                                           | "Memory"                                    | Lloyd Webber T. S. Eliot Trevor Nunn                  | Memories (1980)                 | 3:55    |  |
| 5.                                                           | "Papa, Can You Hear Me?"                    | A. Bergman M. Bergman Legrand                         | Yentl (1983)                    | 3:29    |  |
| 6.                                                           | "A Piece of Sky"                            | A. Bergman M. Bergman Legrand                         | Yentl (1983)                    | 4:20    |  |
| 7.                                                           | "Putting It Together"                       | Stephen Sondheim                                      | The Broadway Album (1985)       | 4:21    |  |
| 8.                                                           | "Not While I'm Around"                      | Sondheim                                              | The Broadway Album (1985)       | 3:29    |  |
| 9.                                                           | "Send in the Clowns"                        | Sondheim                                              | The Broadway Album (1985)       | 4:43    |  |
| 10.                                                          | "Somewhere"                                 | Leonard Bernstein Sondheim                            | The Broadway Album (1985)       | 4:56    |  |
| 11.                                                          | "All I Ask of You"                          | Lloyd Webber Charles Hart Richard Stilgoe             | Till I Loved You (1988)         | 4:02    |  |
| 12.                                                          | "Children Will Listen"                      | Sondheim                                              | Back to Broadway (1993)         | 4:09    |  |
| 13.                                                          | "As If We Never Said Goodbye"               | Lloyd Webber Don Black Christopher Hampton Amy Powers | Back to Broadway (1983)         | 4:44    |  |
| 14.                                                          | "I Finally Found Someone" (com Bryan Adams) | Streisand Hamlisch R.J. Lange Bryan Adams             | The Mirror Has Two Faces (1996) | 3:41    |  |
| 15.                                                          | "Tell Him" (com Celine Dion)                | Foster Linda Thompson Walter Afanasieff               | Higher Ground (1997)            | 4:51    |  |
| 16.                                                          | "I've Dreamed of You"                       | Rolf Lovland Ann Hampton Callaway                     | A Love Like Ours (1999)         | 4:44    |  |
| 17.                                                          | "Someday My Prince Will Come"               | Larry Morey Frank Churchill                           | Faixa inédita                   | 4:06    |  |
| 18.                                                          | "You'll Never Walk Alone"                   | Richard Rodgers Hammerstein                           | Faixa inédita                   | 4:35    |  |
| Duração total:                                               | Duração total:                              | Duração total:                                        | Duração total:                  | 76:29   |  |

| The Essential Barbra Streisand – 2008 reissued edition (bonus disc) |                         |                                   |                             |         |  |
| N.º                                                                 | Título                  | Compositor(es)                    | Álbum                       | Duração |  |
| 1.                                                                  | "Letting Go"            | George Bitzer B. Gibb             | Guilty Pleasures (2005)     | 3:48    |  |
| 2.                                                                  | "Love Like Ours" (de)   | Dave Grusin A. Bergman M. Bergman | A Love Like Ours (1999)     | 3:56    |  |
| 3.                                                                  | "At the Same Time"      | Callaway                          | Higher Ground (1997)        | 4:16    |  |
| 4.                                                                  | "By the Way"            | Streisand Holmes                  | Lazy Afternoon (1975)       | 2:55    |  |
| 5.                                                                  | "Unusual Way" (ao vivo) | Maury Yeston                      | Live in Concert 2006 (2007) | 3:31    |  |
| 6.                                                                  | "Evergreen" (ao vivo)   | Streisand Williams                | One Voice (1987)            | 3:07    |  |
| 7.                                                                  | "Wild Is the Wind"      | Dimitri Tiomkin Ned Washington    | The Movie Album (2003)      | 4:10    |  |
| 8.                                                                  | "On My Way to You"      | A. Bergman M. Bergman Legrand     | Till I Loved You (1988)     | 3:43    |  |
| 9.                                                                  | "After the Rain"        | A. Bergman M. Bergman Legrand     | Wet (1979)                  | 3:41    |  |
| Duração total:                                                      | Duração total:          | Duração total:                    | Duração total:              | 33:07   |  |

## Tabelas
| Tabela musical (2002–2013)                                            | Melhor posição |
| --------------------------------------------------------------------- | -------------- |
| Austrália (ARIA)                                                      | 5              |
| Áustria (Ö3 Austria Top 40)                                           | 11             |
| Áustria (Ö3 Austria Top 40) The Ultimate Collection version           | 14             |
| Bélgica (Ultratop Flandres)                                           | 12             |
| Bélgica (Ultratop Valônia)                                            | 8              |
| Canadian Albums Chart (Nielsen)                                       | 73             |
| Dinamarca (Hitlisten)                                                 | 5              |
| Países Baixos (Dutch Charts)                                          | 6              |
| Países Baixos (Dutch Charts) The Ultimate Collection version          | 4              |
| Finlândia (Suomen virallinen lista)                                   | 3              |
| Alemanha (Offizielle Deutsche Charts) The Ultimate Collection version | 9              |
| Greek Albums (IFPI)                                                   | 5              |
| Irlanda (IRMA)                                                        | 1              |
| Itália (FIMI)                                                         | 75             |
| Nova Zelândia (RMNZ)                                                  | 3              |
| Noruega (VG-lista)                                                    | 4              |
| Escócia (Official Scottish Albums)                                    | 1              |
| Spanish Albums (PROMUSICAE)                                           | 14             |
| Suécia (Sverigetopplistan)                                            | 4              |
| Suíça (Schweizer Hitparade) The Ultimate Collection version           | 60             |
| Reino Unido (UK Albums Chart)                                         | 1              |
| Estados Unidos (Billboard 200)                                        | 15             |

| Tabela musical (2002)                                              | Posição |
| ------------------------------------------------------------------ | ------- |
| Australian Albums (ARIA)                                           | 96      |
| Belgian Albums (Ultratop Wallonia)                                 | 62      |
| German Albums (Offizielle Top 100) The Ultimate Collection version | 96      |
| Swedish Albums (Sverigetopplistan)                                 | 76      |
| UK Albums (OCC)                                                    | 36      |

| Tabela musical (2003) | Posição |
| --------------------- | ------- |
| UK Albums (OCC)       | 192     |

| Chart (2007)    | Position |
| --------------- | -------- |
| UK Albums (OCC) | 193      |

## Certificações e vendas
| País                          | Certificação | Vendas    |
| ----------------------------- | ------------ | --------- |
| Austrália (ARIA)              | Platina      | 70,000    |
| Espanha (Promusicae)          | Platina      | 100,000   |
| Estados Unidos (RIAA)         | Platina      | 506,000   |
| França (SNEP)                 | Ouro         | 100,000   |
| Finlândia (Musiikkituottajat) | Ouro         | 15,840    |
| Nova Zelândia (RMNZ)          | Platina      | 15,000    |
| Reino Unido (BPI)             | 2× Platina   | 600,000   |
| Suécia (GLF)                  | Ouro         | 30,000    |
| Resumos                       |              |           |
| Europa (IFPI)                 | Platina      | 1,000,000 |